# Raphaël Lakafia
Pour les articles homonymes, voir Lakafia.

a Compétitions nationales et continentales officielles uniquement.

b Matchs officiels uniquement.
Dernière mise à jour le 31 octobre 2023.
Raphaël Lakafia, né le 28 octobre 1988 à Tours, est un joueur international français de rugby à XV. Il évolue au poste de troisième ligne aile ou centre.
Avec le Stade français, il devient champion de France en 2015 et remporte le Challenge européen en 2017.

## Biographie
Il est le fils de Jean-Paul Lakafia, Wallisien de Nouvelle-Calédonie, ancien recordman de France de lancer du javelot. Sa mère, Laurence, fut une discobole de niveau national. Il est le frère de l'ailier Pierre-Gilles Lakafia. Il est formé à l'US Tours, de 2000 à 2005, puis au centre de formation de l'ASM Clermont Auvergne de 2005 à 2006. Il fait ses débuts avec son frère en Pro D2 au FC Grenoble, en 2006. Il participe quelques saisons plus tard au championnat du monde junior 2008 avec l'équipe de France des moins de 20 ans.
Au cours de l'été 2009, il arrive au Biarritz olympique, où il effectue une première saison catastrophique : hors de forme, en surcharge pondérale, blessé cinq fois, jugé nonchalant et introverti, il n'est jamais sélectionné dans le groupe pro.
Durant l'intersaison, il sait se remettre en question. Il affûte sa condition physique, adopte une hygiène alimentaire et perd onze kilos. Il en est vite récompensé. Plutôt que d'avoir à choisir au poste de « numéro huit » entre Lakafia et Harinordoquy, l'entraîneur Jean-Michel Gonzalez prend le parti de les associer en troisième ligne — Lakafia au centre, Harinordoquy glissant à l'aile. Titularisé dès la troisième journée du Top 14, contre Agen, Lakafia est une révélation de la saison 2010-2011. Au sein du club, on le dit « perforant, habile, explosif, adroit de ses mains », et très régulier dans ses performances.
Le 11 mai 2011, Marc Lièvremont annonce sa sélection pour la Coupe du monde en Nouvelle-Zélande. Le 13 août 2011, Lakafia fait ses débuts en équipe de France, titulaire contre l'Irlande en match préparatoire de la Coupe. Comme en club, il joue troisième ligne centre et flanqué d'Imanol Harinordoquy. Durant la Coupe du monde, il joue contre le Japon et contre les Tonga.
De 2011 à 2014, il vit trois saisons difficiles au Biarritz olympique qui joue le maintien malgré un titre en Amlin Cup en 2012, et qui est finalement relégué en Pro D2. Lakafia signe alors pour trois ans au Stade français, où il évolue en troisième ligne aile au côté de Sergio Parisse, ou en numéro huit. Le club est champion de France 2015.
En 2016, après cinq années d'absence de l'équipe de France, Lakafia est retenu par le sélectionneur Guy Novès pour la tournée de juin en Argentine. Blessé dès la 37e lors du premier test, il est forfait pour le second.
En octobre 2016, il annonce sa signature pour le RC Toulon pour la saison 2017-2018 puis est sélectionné en novembre dans l'équipe des Barbarians français pour affronter une sélection australienne au Stade Chaban-Delmas de Bordeaux. Auteur d'un essai à la 77e minute, il permet aux Baa-Baas de s'imposer 19 à 11.
Après une dernière pige à l'Union Bordeaux Bègles en tant que joker Coupe du monde à partir d'août 2023, il annonce prendre sa retraite sportive au mois d'octobre suivant.

## Palmarès

### En club
- Stade français Paris
  - Vainqueur du Championnat de France en 2015
  - Vainqueur du Challenge européen en 2017

### En équipe nationale
- 4 sélections en équipe de France de 2011 à 2016[2].
- Sélections par année : 3 en 2011, 1 en 2016.

En coupe du monde :
- 2011 : 2 sélections (Japon, Tonga)

- Équipe de France junior : participation au championnat du monde junior 2008 au pays de Galles

#### Coupe du monde
| Édition               | Rang     | Résultats France | Résultats R.Lakafia | Matchs R.Lakafia |
| Nouvelle-Zélande 2011 | Deuxième | 4 v, 0 n, 3 d    | 1 v, 0 n, 1 d       | 2/7              |

Légende : v = victoire ; n = match nul ; d = défaite.